# Nowosady (rejon wołkowyski)
Nowosady (biał. Навасады, Nawasady; ros. Новосады, Nowosady) – wieś na Białorusi, w obwodzie grodzieńskim, w rejonie wołkowyskim, w sielsowiecie Werejki.
W dwudziestoleciu międzywojennym leżały w Polsce, w województwie białostockim, w powiecie wołkowyskim, w gminie Tereszki.